# Pečení

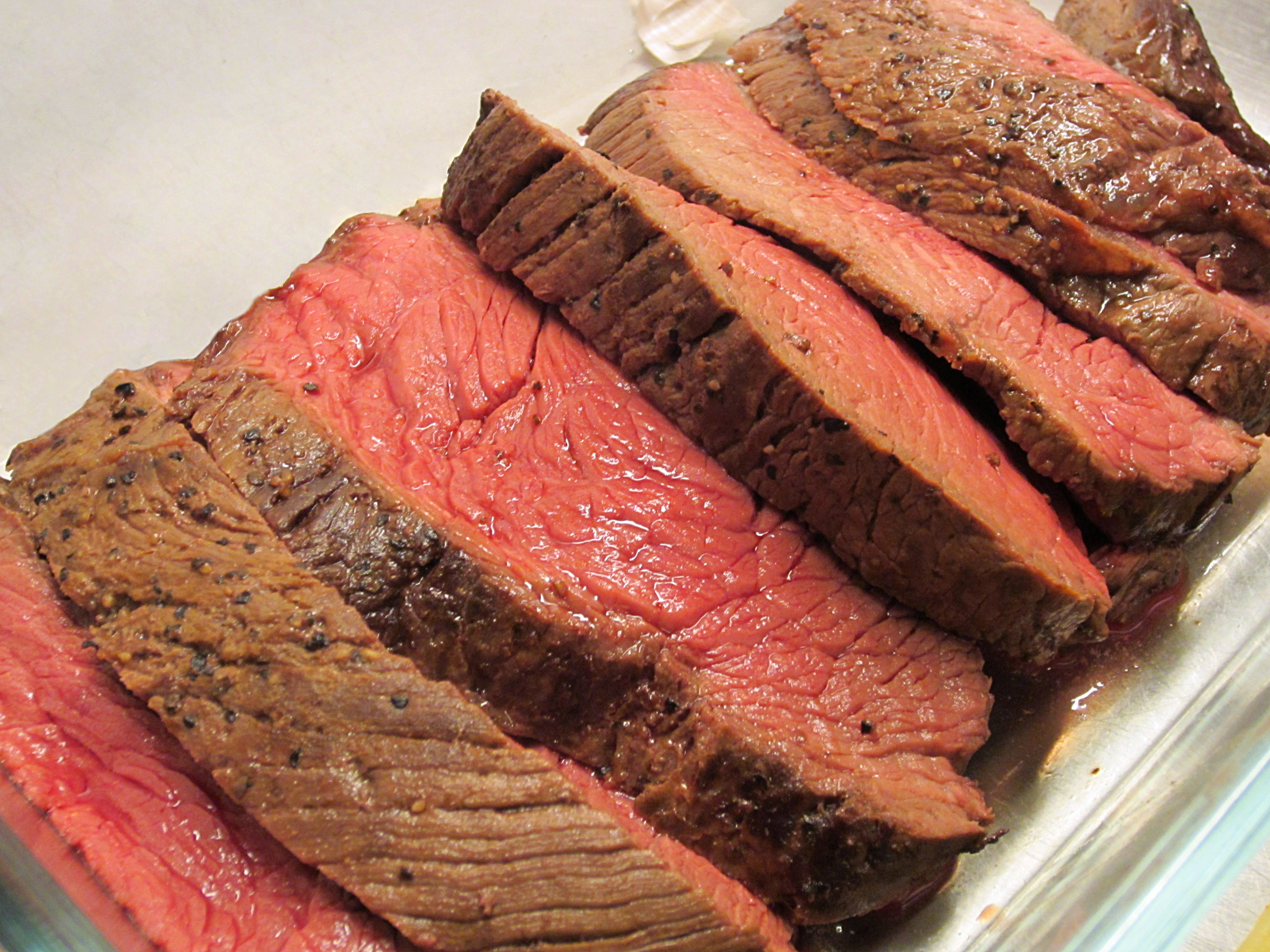
Pečeně připravená k podávání

Pečení je úprava poživatin a pokrmů účinkem suchého tepla.

## Pečení v troubě

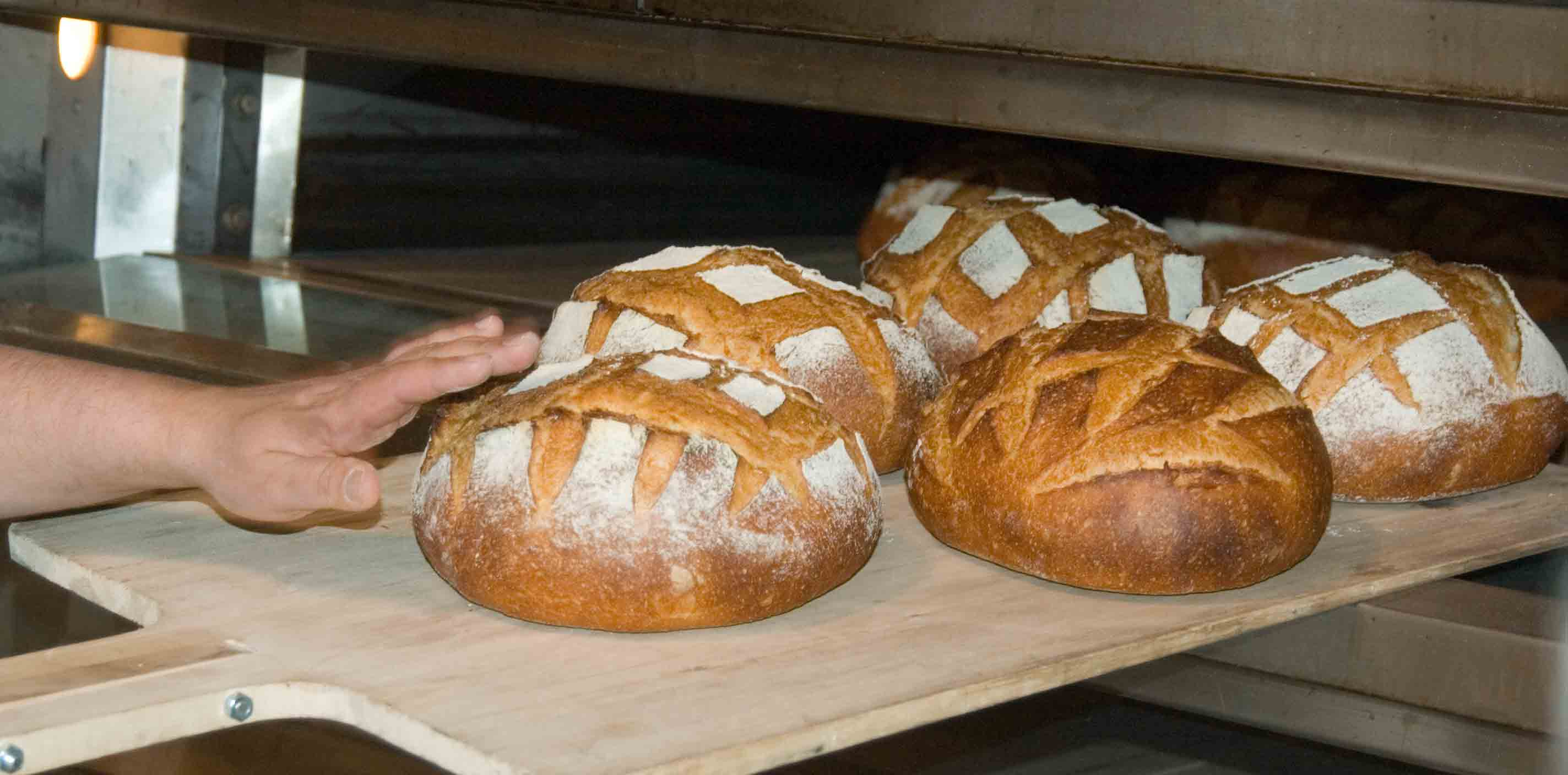
Čerstvě upečené pecny chleba

Teplo se v pokrmu šíří vedením, a vzhledem k tomu, že se většinou pečou větší kusy, trvá pečení dlouho. Proti připalování na povrchu se pokrmy polévají šťávou, proti připalování od pečicí nádoby se teplota snižuje podléváním vodou (max. teplota varu 100 °C). Dokud je na pekáči alespoň trochu vody, maso se nepřipálí. Když se ale všechna voda vypaří, teplota už může stoupnout nad 100 °C a maso se začne pálit.